# Dieter Thoma (schansspringer)
Dieter Thoma (Hinterzarten, 19 oktober 1969) is een voormalig Duits schansspringer.

## Carrière
Thoma won in het seizoen 1989-1990 de Vierschansentoernooi mede door een overwinning in Obersdorf. In datzelfde jaar werd Thoma wereldkampioen skivliegen. Thoma nam in totaal viermaal deel aan de Olympische Winterspelen. Zijn grootste op de spelen behaalde Thoma in 1994 door de gouden medaille te winnen in de landenwedstrijd en de bronzen medaille op de kleine schans. Vier jaar later in Nagano veroverde Thoma de zilveren medaille in de landenwedstrijd. In 1999 behaalde Thoma zijn tweede wereldtitel ditmaal in de landenwedstrijd. Thoma won in totaal twaalf wereldbekerwedstrijden waarvan driemaal de wedstrijd in Oberstdorf en eenmaal Bischofshofen. Thoma zijn oom Georg Thoma won in 1960 de gouden medaille bij de Noordse combinatie. Thoma is tegenwoordig werkzaam als commentator bij het schansspringen voor de ARD.

## Belangrijkste resultaten

### Olympische Winterspelen
| Editie | Plaats      | Resultaten                                             |
| ------ | ----------- | ------------------------------------------------------ |
| 1988   | Calgary     | 55e kleine schans                                      |
| 1992   | Albertville | 27e kleine schans 39e grote schans 5e landenwedstrijd  |
| 1994   | Lillehammer | kleine schans · 15e grote schans · landenwedstrijd     |
| 1998   | Nagano      | 13e kleine schans · 12e grote schans · landenwedstrijd |

### Wereldkampioenschappen schansspringen
| Jaar | Plaats        | Resultaten                                             |
| ---- | ------------- | ------------------------------------------------------ |
| 1987 | Oberstdorf    | 49e kleine schans 20e grote schans 6e landenwedstrijd  |
| 1989 | Lahti         | 14e kleine schans 28e grote schans 8e landenwedstrijd  |
| 1991 | Val di Fiemme | 35e kleine schans · 21e grote schans · landenwedstrijd |
| 1993 | Falun         | 53e grote schans                                       |
| 1995 | Thunder Bay   | 12e kleine schans · 33e grote schans · landenwedstrijd |
| 1997 | Trondheim     | 22e kleine schans · grote schans · landenwedstrijd     |
| 1999 | Bischofshofen | 16e kleine schans · 8e grote schans · landenwedstrijd  |

### Wereldkampioenschappen skivliegen
| Jaar | Plaats     | Resultaten            |
| ---- | ---------- | --------------------- |
| 1990 | Vikersund  | individuele wedstrijd |
| 1998 | Oberstdorf | individuele wedstrijd |

### Klassementen
| Seizoen   | Algm   | 4S    |
| --------- | ------ | ----- |
| 1985/1986 | 58e    | -     |
| 1987/1988 | 15e    | -     |
| 1988/1989 | Brons  | 4e    |
| 1989/1990 | 4e     | Goud  |
| 1990/1991 | Brons  | Brons |
| 1991/1992 | 41e    | -     |
| 1992/1993 | 42e    | 16e   |
| 1993/1994 | 11e    | 8e    |
| 1994/1995 | 18e    | 13e   |
| 1995/1996 | 25e    | -     |
| 1996/1997 | Zilver | Brons |
| 1997/1998 | 8e     | 6e    |
| 1998/1999 | 10e    | 10e   |